# NGC 5856
NGC 5856 (другое обозначение — SAO 101379) — компонент двойной звезды в созвездии Волопас. Входит в число перечисленных в оригинальной редакции «Нового общего каталога».